# Giovanni Vogelaar
Giovanni Vogelaar (* 6. August 1996 in Den Haag) ist ein niederländischer Eishockeyspieler, der seit 2020 erneut bei den Tilburg Trappers in der deutschen Oberliga Nord unter Vertrag steht.

## Karriere

### Klubs
Giovanni Vogelaar begann seine Karriere im Nachwuchsbereich der Eindhoven Kemphanen, in deren zweiter Herren-Mannschaft – den Eindhoven High Techs – er bereits als 16-Jähriger in der Eerste divisie, der zweithöchsten niederländischen Spielklasse auflief. In der Spielzeit 2013/14 spielte er sowohl in der ersten Mannschaft der Kampfhähne in der Ehrendivision, als auch im NIJA Talentteam, der Juniorennationalmannschaft, die damals in der Eerste divisie spielte, um dem niederländischen Nachwuchs Spielpraxis zu verschaffen. 2014 wechselte er zum Ligakonkurrenten Heerenveen Flyers. Am Saisonende erhielt er gemeinsam mit Jordy Verkiel die Bennie-Tijnagel-Trofee als bester Nachwuchsspieler. 2015 schloss er sich den Tilburg Trappers an, die als einziger niederländischer Klub in der Oberliga Nord spielen. Mit diesen konnte er 2016, 2017 und 2018 die Deutsche Oberligameisterschaft gewinnen. 2019 wechselte er für ein Jahr nach Österreich zum EC Bregenzerwald in die Alps Hockey League und kehrte danach zu den Trappers nach Tilburg zurück.

### International
Für die Niederlande nahm Vogelaar an den Spielen der Division II der U18-Weltmeisterschaften 2013 und 2014 sowie der U20-Weltmeisterschaften 2014, 2015 und 2016 teil. 
Sein Debüt in der Herren-Nationalmannschaft gab der Verteidiger beim Division-I-Turnier der 2015, als die Niederländer in die Division II absteigen mussten. Dort spielte er dann 2018, als er als Torschützenkönig, mit der besten Plus/Minus-Bilanz und zweitbester Scorer gemeinsam mit seinem Landsmann Jordy van Oorschot nach seinem Landsmann Ivy van den Heuvel auch zum besten Abwehrspieler des Turniers gewählt wurde und so maßgeblich zum Wiederaufstieg der Niederländer in die Division I beitrug, in der dann 2019 wieder spielte. Nach dem erneuten Abstieg spielte er 2022 wieder in der Division II. Zudem vertrat er seine Farben bei der Qualifikationsturnieren für die Olympischen Winterspiele in Pyeongchang 2018 und in Peking 2022.

## Erfolge und Auszeichnungen
- 2013 Aufstieg in die Division II, Gruppe A, bei der U18-Weltmeisterschaft der Division II, Gruppe B
- 2015 Bennie-Tijnagel-Trofee als bester niederländischer Nachwuchsspieler
- 2016 Deutscher Oberligameister mit den Tilburg Trappers
- 2017 Deutscher Oberligameister mit den Tilburg Trappers
- 2018 Deutscher Oberligameister mit den Tilburg Trappers
- 2018 Aufstieg in die Division I, Gruppe B, bei der Weltmeisterschaft der Division II, Gruppe A
- 2018 Bester Abwehrspieler, Torschützenkönig und beste Plus/Minus-Bilanz bei der Weltmeisterschaft der Division II, Gruppe A
- 2022 Aufstieg in die Division I, Gruppe B, bei der Weltmeisterschaft der Division II, Gruppe A